# 菊池良生
菊池 良生（きくち よしお、1948年 - ）は、日本のドイツ文学者、歴史家、明治大学名誉教授。

## 人物・来歴
茨城県生まれ。1972年早稲田大学法学部卒。1977年同大学院文学研究科独文科博士課程中退。桃山学院大学講師、明治大学工学部専任講師、理工学部助教授、教授、日本語教育センター長など歴任。2019年定年退職、名誉教授。専門はオーストリア文学だが、神聖ローマ帝国史について著作を出している。

## 著書
- 『ハプスブルク家の人々』新人物往来社 1993.8、新人物文庫 2009
- 『イカロスの失墜 悲劇のメキシコ皇帝マクシミリアン一世伝』新人物往来社 1994.9　
  - 「皇帝銃殺 ハプスブルクの悲劇メキシコ皇帝マクシミリアン一世伝」河出文庫 2014
- 『戦うハプスブルク家 近代の序章としての三十年戦争』講談社現代新書 1995.12
- 『ハプスブルク家の光芒』作品社 1997.9、ちくま文庫 2009
- 『犬死 歴史から消えた8人の生贄』小学館 2000.11 
  - 「哀しいドイツ歴史物語 歴史の闇に消えた九人の男たち」ちくま文庫 2011
- 『傭兵の二千年史』講談社現代新書 2002.1
- 『神聖ローマ帝国』講談社現代新書 2003.7
- 『ハプスブルクをつくった男』講談社現代新書 2004.8
- 『図解雑学 ハプスブルク家 オールカラー』ナツメ社 2008.3
- 『ハプスブルク帝国の情報メディア革命 近代郵便制度の誕生』集英社新書 2008.1
- 『図説 神聖ローマ帝国』河出書房新社 ふくろうの本 2009
- 『警察の誕生』集英社新書 2010.12
- 『検閲帝国ハプスブルク』河出ブックス, 2013.4
- 『貴賤百態大公戯 超説ハプスブルク家』エイチアンドアイ, 2016.2
- 『ドイツ三〇〇諸侯 一千年の興亡』河出書房新社, 2017.5
- 『ウィーン包囲 オスマン・トルコと神聖ローマ帝国の激闘』河出書房新社, 2019.12
- 『ドイツ誕生　神聖ローマ帝国初代皇帝オットー1世』講談社現代新書, 2022
- 『神聖ローマ帝国全皇帝伝』河出新書, 2025

### 翻訳
- ラインハルト・バウマン『ドイツ傭兵の文化史 中世末期のサブカルチャー/非国家組織の生態誌』新評論 2002.10

## 論文
- 菊池良生「ホ-フマンスタ-ルの詩:Vorfruhlingについて」『桃山学院大学人文科学研究』第13巻第2号、桃山学院大学総合研究所、1977年12月、1-27頁、ISSN 02862700、NAID 110004829658。
- 菊池良生「ホ-フマンスタ-ルの詩の傾向-1-詩人と<体験詩>」『桃山学院大学人文科学研究』第14巻第2号、桃山学院大学総合研究所、1978年12月、83-104頁、ISSN 02862700、NAID 110004829669。
- 菊池良生「ホ-フマンスタ-ルの詩の傾向-2-詩人と文士」『明治大学教養論集』第130号、明治大学教養論集刊行会、1980年、61-81頁、ISSN 03896005、NAID 120001440985。
- 菊池良生「ホ-フマンスタ-ルの詩:Die Beidenについて」『明治大学教養論集』第140号、明治大学教養論集刊行会、1980年、15-29頁、ISSN 03896005、NAID 120001440995。
- 菊池良生「文学におけるオリギナリテート:-H・ロイトホルトの場合-」『ドイツ文学』第72号、日本独文学会、1984年、11-19頁、doi:10.11282/dokubun1947.72.11、ISSN 0387-2831、NAID 130003609931。
- 菊池良生「錬金術:その健全なる精神の行方」『明治大学教養論集』第218号、明治大学教養論集刊行会、1989年3月、1-21頁、ISSN 0389-6005、NAID 120001441084。
- 菊池良生「悲劇のメキシコ皇帝マクシミリアン1世」『明治大学教養論集』第225号、明治大学教養論集刊行会、1990年、137-155頁、ISSN 03896005、NAID 120001441097。
- 菊池良生「悲劇の皇帝マクシミリアン1世-2-」『明治大学教養論集』第235号、明治大学教養論集刊行会、1991年、101-125頁、ISSN 03896005、NAID 120001441113。
- 菊池良生「ハプスブルク家研究」『明治大学人文科学研究所年報』第32号、明治大学人文科学研究所、1991年11月、92-95頁、ISSN 0543-3908、NAID 120005258404。
- 菊池良生「三十年戦争とハプスブルク家」『明治大学人文科学研究所年報』第36号、明治大学人文科学研究所、1996年3月、54-54頁、ISSN 0543-3908、NAID 120005258464。
- 菊池良生「中世から近世にかけてのドイツ・オーストリアの文化史:郵便の誕生」『明治大学人文科学研究所紀要』第58巻、明治大学人文科学研究所、2006年3月、111-127頁、ISSN 05433894、NAID 120001440262。
- 菊池良生「ハプスブルク君主国における祝祭日の削減 (滝澤武人教授退任記念号)」『桃山学院大学キリスト教論集』第49号、桃山学院大学、2014年、215-224頁、ISSN 0286-973X、NAID 110009899386。